# 1939年ウィンブルドン選手権
1939年 ウィンブルドン選手権（1939ねんウィンブルドンせんしゅけん、The Championships, Wimbledon 1939）に関する記事。イギリス・ロンドン郊外にある「オールイングランド・ローンテニス・アンド・クローケー・クラブ」にて開催。

## シード選手

### 男子シングルス
1. ヘンリー・オースチン　（ベスト8）
2. ボビー・リッグス　（初優勝）
3. ドン・マクニール　（2回戦）
4. フラニョ・プンチェツ　（ベスト4）
5. ヘンナー・ヘンケル　（ベスト4）
6. エルウッド・クック　（準優勝）
7. ロデリク・メンツェル　（2回戦）
8. イグナツィ・チョチンスキ　（3回戦）

### 女子シングルス
1. アリス・マーブル　（初優勝）
2. ヘレン・ジェイコブス　（ベスト8）
3. ヒルデ・スパーリング　（ベスト4）
4. シモーヌ・マチュー　（ベスト8）
5. ヤドヴィガ・イェンジェヨフスカ　（ベスト8）
6. ケイ・スタマーズ　（準優勝）
7. メアリー・ハードウィック　（ベスト8）
8. サラ・ファビアン　（ベスト4）

### 男子ダブルス
1. ヘンナー・ヘンケル＆ ゲオルグ・フォン・メタクサ
2. ボビー・リッグス＆ エルウッド・クック
3. ジャン・ボロトラ＆ ジャック・ブルニョン
4. チャールズ・ヘア＆ フランク・ワイルド

### 女子ダブルス
1. アリス・マーブル＆ サラ・ファビアン
2. ヘレン・ジェイコブス＆ ビリー・ヨーク
3. シモーヌ・マチュー＆ ヤドヴィガ・イェンジェヨフスカ
4. ベティ・ナットール＆ ジーン・ニコル

### 混合ダブルス
1. エルウッド・クック＆ サラ・ファビアン
2. ボビー・リッグス＆ アリス・マーブル
3. カム・マルフロイ＆ ベティ・ナットール
4. フラニョ・ククリェビッチ＆ シモーヌ・マチュー

## 大会経過

### 男子シングルス
準々決勝
- エルウッド・クック vs.  ヘンリー・オースチン　6-3, 6-0, 6-1
- ヘンナー・ヘンケル vs.  フラニョ・ククリェビッチ　6-1, 6-3, 6-2
- フラニョ・プンチェツ vs.  ユージン・スミス　6-0, 6-2, 6-2
- ボビー・リッグス vs.  ガウス・モハメド　6-2, 6-2, 6-2

準決勝
- エルウッド・クック vs.  ヘンナー・ヘンケル　6-3, 4-6, 6-4, 6-4
- ボビー・リッグス vs.  フラニョ・プンチェツ　6-2, 6-3, 6-4

### 女子シングルス
準々決勝
- アリス・マーブル vs.  ヤドヴィガ・イェンジェヨフスカ　6-1, 6-4
- ヒルデ・スパーリング vs.  メアリー・ハードウィック　6-4, 6-0
- サラ・ファビアン vs.  シモーヌ・マチュー　6-4, 6-2
- ケイ・スタマーズ vs.  ヘレン・ジェイコブス　6-2, 6-2

準決勝
- アリス・マーブル vs.  ヒルデ・スパーリング　6-0, 6-0
- ケイ・スタマーズ vs.  サラ・ファビアン　7-5, 2-6, 6-3

## 決勝戦の結果
男子シングルス
- ボビー・リッグス vs.  エルウッド・クック　2-6, 8-6, 3-6, 6-3, 6-2

女子シングルス
- アリス・マーブル vs.  ケイ・スタマーズ　6-2, 6-0

男子ダブルス
- ボビー・リッグス＆ エルウッド・クック vs.  チャールズ・ヘア＆ フランク・ワイルド　6-3, 3-6, 6-3, 9-7

女子ダブルス
- アリス・マーブル＆ サラ・ファビアン vs.  ヘレン・ジェイコブス＆ ビリー・ヨーク　6-1, 6-0

混合ダブルス
- ボビー・リッグス＆ アリス・マーブル vs.  フランク・ワイルド＆ ニーナ・ブラウン　9-7, 6-1